# Colnettia
Colnettia là một chi bướm đêm thuộc họ Erebidae.